# Briefe des Pseudo-Dionysius Areopagita
Zehn Briefe des Pseudo-Dionysius Areopagita an verschiedene Adressaten sind überliefert. Sie setzen unterschiedliche inhaltliche Schwerpunkte:
„Die Briefe 1–5 bilden insofern eine Einheit, als sie allesamt knappe Antworten auf genau umrissene erkenntnismetaphysische Fragestellungen enthalten“. Es geht in diesen Briefen um das unerkennbare Wesen Gottes, das sich grundsätzlich jedem menschlichen Verstehen entzieht.
Die Briefe 6–8 behandeln vor allem ethische Fragen: „Neben praktischen Fragen zur Hierarchie wie Unterordnung und Gehorsam“ – Thema von Brief 8 – „werden insbesondere Friedfertigkeit und Toleranz gegenüber Andersdenkenden thematisiert und in der Subjektivität und mangelnden Erkenntniskompetenz des Menschen begründet (Briefe 6 und 7).“ Dabei hängen beide Themenbereiche miteinander zusammen. Denn der Brief 8 ist an den Mönch Demophilus gerichtet, der nicht akzeptieren will, dass ein bestimmter, seine Fehler bereuender Sünder von dem zuständigen Geistlichen wieder in die kirchliche Gemeinschaft aufgenommen worden ist. Der Adressat wird aufgefordert, sich in dieser Angelegenheit der kirchlichen Hierarchie unterzuordnen, welche Dionysius als Garant für den verständnisvollen Umgang mit reuigen Sündern ansieht.
Brief 9 beschäftigt sich mit der Notwendigkeit, biblische Aussagen über Gott symbolisch zu deuten.
Brief 10 schließlich, der an den Evangelisten Johannes gerichtet ist, ordnet das Werk des Dionysius (unzutreffend) in das Zeitalter der Apostel ein.

## Textausgaben
Griechisch
- Corpus Dionysiacum. Band 1: Pseudo-Dionysius Areopagita, De divinis nominibus. De Gruyter, Berlin / New York 1990.
- Corpus Dionysiacum. Band 2: Pseudo-Dionysius Areopagita, De coelesti hierarchia / De ecclesiastica hierarchia / De mystica theologia / Epistulae. Hg. Günter Heil – Adolf Martin Ritter. 2. überarb. Aufl. De Gruyter, Berlin / New York 2012. ISBN 978-3-11-027706-7

Lateinisch
- Dionysiaca: Recueil donnant l’ensemble des traductions latines des ouvrages attribués au Denys de l’Aréopage. Brügge: Desclée de Brouwer, 1937 (davon mehrere Nachdrucke).

## Moderne Übersetzungen
- [Pseudo-]Dionysius Areopagita: Über alles Licht erhaben. Mystische Theologie – Die Namen Gottes – Himmlische Hierarchie – Kirchliche Hierarchie, übersetzt von Edith Stein, Kevelaer 2015. (Topos-Taschenbuch 1009; ISBN 978-3-8367-1009-1, als PDF ISBN 978-3-8367-5012-7, als EPUB ISBN 978-3-8367-6012-6)
- Dionysios Areopagita, Mystische Theologie. Übersetzt, mit Einleitung und Kommentar versehen von Walther Tritsch. München-Planegg. Barth: 1956 (Reihe: Weisheitsbücher der Menschheit).
- Über die himmlische Hierarchie. Über die kirchliche Hierarchie. Eingeleitet, übersetzt und mit Anmerkungen versehen von Günter Heil, Stuttgart: Hiersemann, 1986 (Bibliothek der griechischen Literatur. Band 22: Abt. Patristik).
- Die Namen Gottes; Areopagita Pseudo-Dionysius; übersetzt von Beate R Suchla; Stuttgart: Hiersemann, 1988 (Bibliothek der griechischen Literatur. Band 26: Abt. Patristik)
- Über die mystische Theologie und Briefe. Eingeleitet, übers. und mit Anm. versehen von Adolf Martin Ritter, Stuttgart: Hiersemann, 1994 (Bibliothek der griechischen Literatur. Bd. 40: Abteilung Patristik).
- Des heiligen Dionysus Areopagita angebliche Schriften. Aus dem Griechischen übersetzt von Josef Stiglmayr. (Bibliothek der Kirchenväter, 1. Reihe, Band 2 sowie 2. Reihe, Band 2) München 1911/1931. (online)